# Jaime Herrera Beutler
Jaime Lynn Herrera Beutler (nasceu a 3 novembro de 1978) é uma norte-americana que é congressista dos Estados Unidos para a 3ª zona eleitoral de Washington. O distrito inclui grande parte do quadrante sudoeste do estado, mas a maior parte de seus votos são lançados no lado de Washington da área metropolitana de Portland. A republicana, Herrera Beutler foi nomeada para a Câmara dos Representantes de Washington em 2007 e eleita para esse órgão em 2008. Em 2010, ela foi eleita para representar o 3º distrito congressional de Washington no Congresso. Herrera Beutler foi reeleita cinco vezes.
Herrera Beutler foi uma dos dez republicanos que votaram pelo impeachment de Donald Trump após o cerco do Capitólio dos Estados Unidos a 6 de janeiro de 2021. Durante o julgamento no Senado, ela emitiu uma declaração (depois de ambos os lados terem encerrado os seus casos) que o líder da minoria na Câmara, Kevin McCarthy, revelou que falou por telefone com Trump durante a insurreição, pedindo ao presidente "para publicamente e forçosamente cancelar o motim” e ajudar com recursos para defender o Capitólio. De acordo com Beutler, McCarthy disse que Trump insistiu que os desordeiros estavam com os Antifa, não os seus apoiantes; McCarthy rejeitou a afirmação. A sua declaração, via Twitter, disse: "Foi quando, de acordo com McCarthy, o presidente disse: 'Bem, Kevin, acho que essas pessoas estão mais chateadas com a eleição do que você.'" No dia seguinte, o principal gerente de impeachment da Câmara, Jamie Raskin, pediu permissão ao Senado para chamá-la como testemunha.

## Infância e juventude
Jaime Lynn Herrera nasceu em Glendale, Califórnia, filha de Candice Marie (Rough) e Armando D. Herrera. O seu pai é descendente de mexicanos e a sua mãe tem ascendência inglesa, irlandesa, escocesa e alemã. Ela foi criada em Ridgefield, onde o seu pai era litógrafo. Ela foi educada em casa até a nona série e formou-se na Prairie High School, onde jogava basquetebol. Em 2004, Herrera formou-se em comunicação pela Universidade de Washington. 
Herrera atuou como estagiária no Senado do Estado de Washington e em Washington, DC, no Escritório de Assuntos Políticos da Casa Branca. Em 2004, ela foi estagiária no gabinete do senador do estado de Washington Joe Zarelli, que mais tarde apoiou as suas campanhas. Ela era uma assessora legislativa sênior da Representante dos EUA Cathy McMorris Rodgers.

## Câmara dos Representantes de Washington, DC

### Eleições de 2008
Herrera voltou para o 18º Distrito Legislativo para candidatar-se a deputada estadual, e foi nomeada para a Câmara dos Representantes de Washington em 2007 para substituir Richard Curtis, que renunciou a meio de um escândalo sexual. Ela venceu a eleição de 2008 para manter a sua cadeira com 60% dos votos.

### Posse
Herrera foi eleita como assistente de líder, o membro mais jovem da liderança do seu partido na Câmara dos Deputados. O seu primeiro projeto de lei patrocinado proporcionou redução de impostos aos proprietários de negócios que serviam no exército. A governadora Christine Gregoire sancionou a lei a 27 de março de 2008.
Durante o seu tempo na Câmara, Herrera também opôs-se ao projeto de lei 5967 do Senado, que exigia tratamento igual para os sexos em programas atléticos comunitários administrados por cidades, distritos escolares e ligas privadas.

## Câmara dos Representantes dos Estados Unidos

### Eleições de 2010
Herrera concorreu ao 3º distrito congressional de Washington quando o titular democrata Brian Baird aposentou-se. Ela avançou para as eleições gerais com 28% dos votos, bem à frente dos outros candidatos republicanos David Hedrick e David Castillo. O deputado estadual Denny Heck, um democrata, ficou em primeiro lugar com 31% dos votos.
Herrera arrecadou mais de 1,5 milhão de dólares em contribuições, 62% dos quais vieram de contribuintes individuais e 35% de comitês de ação política. O maior contribuidor individual foi a empreiteira de construção e mineração Kiewit Corporation, que deu para a sua campanha mais de 16.000 mil dólares.
Durante a campanha, ela recebeu apoio dos líderes estaduais republicanos Cathy McMorris Rodgers e do ex-senador americano Slade Gorton. O colombiano chamou-a de "uma estrela em ascensão no Partido Republicano". Em outubro, Herrera foi nomeado uma dos 40 com menos de 40 da revista Time: "O republicano de Washington sobreviveu a um desafio do Tea Party para vencer as primárias do Partido Republicano no 3º distrito congressional do Estado de Evergreen. Agora Herrera, uma latina de 31 anos e ex-funcionária do Congresso, conseguiu reformular-se como uma forasteira ao assumir uma política democrata de longa data em novembro".
Na eleição geral de novembro, Herrera derrotou Heck, 53% -47%. Ela ganhou cinco dos seis condados do distrito. Heck mais tarde representou o 10º distrito congressional de Washington, servindo ao lado de Herrera.

### 2012
Herrera Beutler anunciou a sua candidatura à reeleição em janeiro de 2012. Ela rapidamente superou os seus dois oponentes, o democrata Jon Haugen e a independente Norma Jean Stevens. Ela venceu a primária aberta com 61% dos votos. No final da campanha, ela arrecadou mais de 1,5 milhões de dólares para os $ 10.000 de Haugen. Ela derrotou Haugen 60% –40%.

### 2014
Herrera Beutler concorreu à reeleição em 2014. Ela enfrentou o desafiante republicano Michael Delavar e o desafiante democrata Bob Dingethal.  Dingethal e Herrera Beutler avançaram para as eleições gerais, onde Herrera Beutler derrotou Dingethal, 60% a 40%.

### 2020
Herrera Beutler recebeu mais de 56% dos votos nas primárias gerais e Long pouco menos de 40%, configurando uma revanche entre os dois. Nas eleições gerais, Herrera Beutler venceu por uma margem maior do que em 2018, derrotando Long por cerca de 13 pontos.